# Köpmanholmens IF
Köpmanholmens IF var en idrottsförening från Köpmanholmen i dåvarande Nätra landskommun i Ångermanland/Västernorrlands län, bildad 1905. Föreningens fotbollslag spelade ursprungligen i blått och gult men bytte 1916 till rödvit tröja och 1918 till blå byxa. Föreningen utövade flera idrotter, bland annat fotboll och ishockey. I fotboll spelade laget i dåvarnade division III (sedan 2006 motsvarande division I) 1953/1954-1963 och 1965. Föreningen sammanslogs 1965 med Bjästa IF i Köpmanholmen/Bjästa IF (KB 65).

## Se vidare
- KB 65 (efterföljarförening)